# Route départementale 1 (Ain)
 (mars 2024).
Si vous disposez d'ouvrages ou d'articles de référence ou si vous connaissez des sites web de qualité traitant du thème abordé ici, merci de compléter l'article en donnant les références utiles à sa vérifiabilité et en les liant à la section « Notes et références ».
La route départementale RD 1 est une route départementale de l'Ain, qui relie Saint-Amour à Asnières-sur-Saône.

## Dérivées[pasclair]
- La route départementale 1a relie Foissiat à Jayat.
- La route départementale 1b relie Asnières-sur-Saône à Ozan.
- La route départementale 1c relie Boz à Pont-de-Vaux.
- La route départementale 1d traverse le centre-ville de Saint-Julien-sur-Reyssouze.
- La route départementale 1e relie Asnières-sur-Saône à Vésines.